# Kromonema
Kromonema je glavni dio kromosoma. To je dvostruka nit koju čine molekule DNK. Djelimice je ravna, a jedan dio je namotan oko malih grudica bjelančevina (histona) koje nazivamo nukleosomima.
Kromonema je dio kromatida koji ne prihvaća boju (histon, bjelančevina, oko 60 aminokiselina).
Kromonemska se struktura može uočiti na svjetlosnomikroskopskoj snimci interfazne jezgre koja je obojena karminom, orceinom ili primjenom Feulgenove nuklealne reakcije. Kromonemska je struktura gusta i zrnata.Ta su zrnca optički presjeci kroz kromosomske niti. Ondje gdje se kromatin jače spiralizirao, tu su zrnca jače obojena i krupnija, tzv. kromocentri.
Kromonema je vlaknasta struktura u profazi kondenzacije DNK. U metafazi razmatramo ih kao dio kromatida.